# Der findes ingen tamme dyr
Der findes ingen tamme dyr er en dansk kortfilm fra 1983, der er instrueret af Lars Tingskov Mikkelsen efter manuskript af ham selv og Søren Nørregaard.
Instruktøren kaldte filmen "en direkte og upoleret fortælling om en antihelts oplevelser". Det var en workshopproduktion, der kom op som biografforestilling og holdt sig tre uger på premierebiografen, men ellers først og fremmest har været distribueret gennem Statens Filmcentral. Alligevel kan filmen betragtes som den første egentlige spillefilm, Det danske Filmværksted producerede. De medvirkende var overvejende amatører.

## Handling
En værnepligtig rømmer Kastellet i København med en håndgranat i lommen. Han bevæger sig i nogle dage rundt gennem forskellige miljøer, han søger kontakt, men folk vender sig fra ham. Han er for selvcentreret, han storskryder, han indbyder til øretæver. Han får sine bank, fysisk og åndeligt, og til slut er alt gået i hårdknude: På et hotelværelse sidder han, et gidsel og to politifolk.